# Jimmy Jack Funk
Jimmy Jack Funk, pseudonimo di Ferrin Barr Jr. (Portland, 14 aprile 1959), è un ex wrestler statunitense, conosciuto per aver combattuto nella World Wrestling Federation e nella Championship Wrestling from Florida (come Jesse Barr) negli anni ottanta.
È il figlio del promotore di wrestling Sandy Barr e il fratello maggiore del wrestler Art Barr (morto tragicamente nel 1994).

## Carriera

### Inizi (1980–1986)
Barr debuttò nel marzo 1980 nella compagnia Portland Wrestling. Poi lavorò nella Mid-South Wrestling. Fu uno dei maggiori wrestler "malvagi" in Florida della metà anni ottanta, e conquistò il NWA Florida Heavyweight Championship sconfiggendo Scott McGhee nell'ottobre 1984. Perse il titolo in favore di Brian Blair prima di riconquistarlo e poi riperderlo con Hector Guerrero alla fine di aprile 1985. Barr, in coppia con Rick Rude, detenne per tre mesi lo United States Tag Team Championship. Si trasferì in seguito nella World Wrestling Council di Porto Rico dove ebbe un feud con Super Medico 1 e Carlos Colon. Tornò poi in Florida come beniamino del pubblico, e all'inizio del 1986 ebbe una rivalità con un giovane Lex Luger per il Southern Heavyweight Championship.

### World Wrestling Federation (1986–1987)

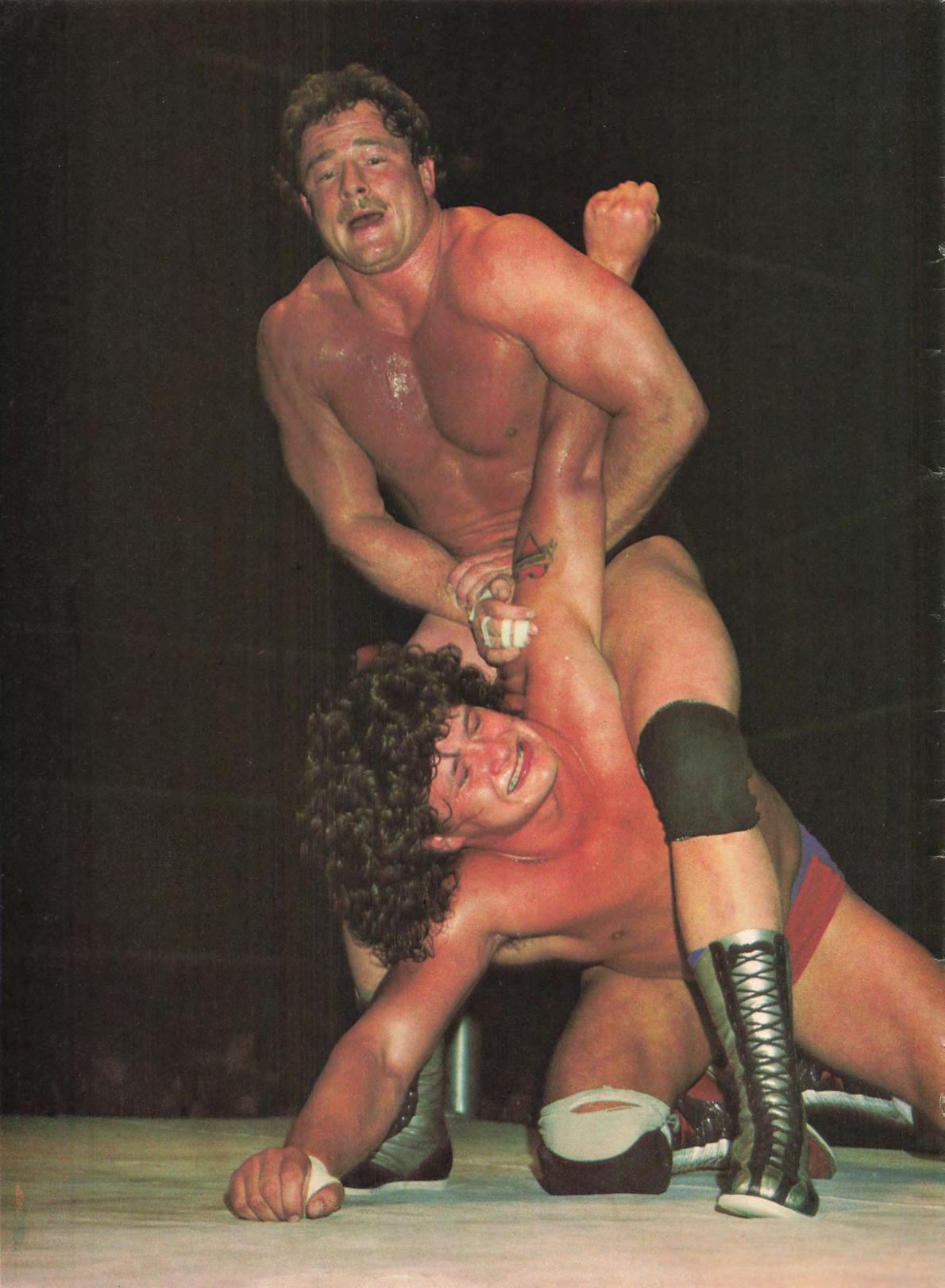
B. Brian Blair applica una presa alla spalla a Jesse Barr (1985)

Dopo la Florida, Barr arrivò nella WWF nell'aprile 1986 con la gimmick di un personaggio mascherato alla Lone Ranger e con il ring name "Jimmy Jack Funk", nella kayfabe il fratello più giovane ed instabile dei fratelli Terry e Dory "Hoss" Funk, con i quali aveva precedentemente lavorato in Florida. In aggiunta alla maschera, all'ingresso sul ring portava anche un cappio attorno al collo. Secondo la storyline, egli era un ex wrestler studentesco che aveva perso la testa quando gli era stata negata la possibilità di competere alle Olimpiadi del 1980 nella squadra statunitense di lotta a causa del boicottaggio degli Stati Uniti. Con Jimmy Hart come manager, Barr esordì abbastanza bene, ma la fuoriuscita di Terry Funk dalla WWF gli stroncò la carriera sul nascere, relegando lui e Hoss nel midcard. Poco tempo dopo anche Dory "Hoss" Funk lasciò la compagnia.
Come ultimo "Funk" rimasto in WWF (e senza Jimmy Hart), Barr fu retrocesso al ruolo di jobber, perdendo regolarmente con wrestler quali Tito Santana, Koko B. Ware, Hillbilly Jim e Blackjack Mulligan. Rimase in WWF fino al giugno 1987, ma venne licenziato a causa di una rissa nel backstage con Haku. Nonostante le voci secondo cui uno dei suoi occhi gli era stato cavato durante la rissa, lo stesso Haku smentì categoricamente l'episodio e disse di essere stato ben attento a non infortunare seriamente Barr.

### Carriera successiva (1987–1997, 2010, 2016)
Dopo la WWF, Barr lottò nella Continental Wrestling Association, dove ebbe un feud con Jerry Lawler. Quindi si trasferì nella World Class Championship Wrestling, dove prima fu un heel e poi divenne un face nel 1989 quando lasciò il suo manager Skandor Akbar perché questo aveva offeso il Texas. Barr e Chris Adams in tag team ebbero una rivalità con King Parsons & Brickhouse Brown che durò svariati mesi senza una conclusione decisiva. Dopo la World Class, Barr tornò a Portland per il finale di carriera. Mentre si trovava lì, il 12 giugno 1991 vinse il NWA Pacific Northwest Tag Team Championship in coppia con Steve Doll. Il regno titolato durò solamente otto giorni; il 20 giugno cedettero le cinture ai The Harris Brothers.
Barr si ritirò dal ring nel 1997, fatta eccezione per un'apparizione sporadica nella NWA Carolinas nel 2010. Lottò nel suo ultimo match nel settembre 2016 in Carolina del Nord. Attualmente lavora nel settore edilizio a Portland, Oregon.

## Vita privata
Nel luglio 2016 si è costituito parte civile in una class action nei confronti della WWE, con l'avvocato Konstantine Kyros a rappresentare i querelanti. Nel settembre 2018 le cause sono state respinte dal giudice Vanessa Lynne Bryant, ma è stato presentato ricorso. Il contenzioso sostiene che la WWE ha deliberatamente nascosto i rischi di lesioni gravi e permanenti ai suoi atleti. Nel settembre 2020 il ricorso è stato respinto da una corte d'appello federale.

## Titoli e riconoscimenti
- Championship Wrestling from Florida
  - NWA Florida Heavyweight Championship (2)
  - NWA Southern Heavyweight Championship (Florida version) (1)[16]
  - NWA United States Tag Team Championship (Florida version) (1) – con Rick Rude
- Championship Wrestling USA
  - CWUSA International Tag Team Championship (2 times) – con Ryuma Go[17]
- Continental Wrestling Association
  - NWA Mid-America Heavyweight Championship (1)
- Pacific Northwest Wrestling
  - NWA Pacific Northwest Tag Team Championship (1) – con Steve Doll[12]
- Ring Around The Northwest Newsletter
  - Tag Team of the Year (1993) con Ryuma Go[18]
  - Wrestler of the Year (1993)[18]
- World Class Wrestling Association
  - WCWA Texas Tag Team Championship (1) – con John Tatum[19][20]